# Emilie de Ravin
Emilie de Ravin (/ˈɛməli də ˈrævɪn/ sinh ngày 27 tháng 12 năm 1981) là một nữ diễn viên người Úc.

## Thời thơ ấu
De Ravin sinh ra ở Mount Eliza, Victoria, Australia, ngoại ô phía đông nam của Melbourne. Cô đã học múa ba lê từ khi lên chín tuổi tại trường múa ba lê Christa Cameron ở Melbourne, và được mẹ cô học tại nhà, cô được nhận vào trường múa ba lê ở tuổi mười lăm, nơi cô trình diễn sản xuất với vở múa ba lê Úc cũng như Danceworld 301.
Cô đã học diễn xuất tại Học viện Nghệ thuật Sân khấu Quốc gia Úc, và với Studio diễn viên chính thức tại Los Angeles.